# Fjordbank Mors
Fjordbank Mors var en dansk bank oprettet i 2010 som en fusion imellem Morsø Bank og Morsø Sparekasse. Banken havde hovedsæde i Nykøbing Mors. Den 24. juni 2011 meddelte banken til Finanstilsynet, at den ikke levede op til tilsynets krav om solvens, hvorfor den måtte aflevere sin banklicens. Selskabet bag banken er herefter gået konkurs, og bankforretningen overtaget af statens Finansiel Stabilitet.

## Historie

### Etablering
I slutningen af august 2010 meddelte de to banker, at man planlagde en sammenlægning. Dette skete 14 dage efter at Morsø Sparekasse var blevet udråbt som det farligste pengeinstitut at være kunde i på grund af dens dårlige økonomi, imens Morsø Bank var landets sjette farligste.
Den 28. september 2010 blev det nye navn "Fjordbank Mors" offentliggjort. Den 1. november 2010 godkendte de to bankers generalforsamlinger med stort flertal en sammenlægning. I Morsø Bank stemte 99.7 % af aktionærende for, imens der hos Morsø Sparekasse var 100 % opbakning. To dage efter godkendte Finanstilsynet fusionen, og Fjordbank Mors' aktier blev første gang handlet på Københavns Fondsbørs den 5. november 2010.
Ved etableringen havde Fjordbank Mors cirka 250 ansatte og 75.000 kunder.

### Drift
I december 2010 blev banken tvunget ud i en aktieemission, på grund af Finansiel Stabilitet krævede en forhøjelse af egenkapitalen på 75 millioner kroner. Alle aktierne blev solgt og dette gav banken et nettoprovenu på 110 millioner. Fra januar 2011 til 12. februar 2011 faldt Fjordbank Mors' aktiekurs med 28,6 %.
Efter massive kursfald den 24. juni 2011 blev handlen med selskabets aktier suspenderet på fondsbørsen som følge af rygter i markedet om en snarlig konkurs, der indtrådte kort efter, da banken senere på dagen meddelte Finanstilsynet, at banken ikke opfyldte solvenskravene.
Den 26. juni 2011 meddelte banken (i selskabsmeddelelse nr. 12 – 2011), at man har indgået aftale med Finansiel Stabilitet om afvikling. Bankens aktiver og en del af bankens passiver er overdraget til et selskab under Finansiel Stabilitet A/S, med navnet Fjordbank Mors af 2011 A/S.
Fjordbank Mors af 2011 A/S blev med virkning fra 27. marts 2013 omdannet til FS Finans IV A/S, der er et datterselskab under Finansiel Stabilitet A/S.